# Кватахеві
Кватахеві (груз. ქვათახევი) — середньовічний грузинський православний монастир в Шида Картлі, Грузія, 55 км на захід від Тбілісі.

## Розташування
Монастирський комплекс Кватахеві знаходиться поблизу села Кавтісхеві в кінці ущелини, зрізаної потоком, на північних схилах  Тріалетського хребта, захищений з трьох сторін крутими гірськими схилами. 

## Історія
Монастир заснований у XII–XIII століттях. Історично, Кватахеві також був літературним центром, де було скопійовано кілька рукописів. Він також мав значні скарби, середньовічні грузинські ювелірні вироби, значна частина яких була згодом придбана і в наш час[коли?] виставлена в Москві в Державному Історичному музеї.
Монастир був суттєво пошкоджений під час навали Тимура на Грузію в XIV столітті, але згодом був майже повністю відновлений під патронажем князя Івана Тарханова-Моуравова у 1854 р. Дзвіницю було добудовано у 1872 р.

## Архітектура
Кватахеві нагадує монастирі грузинської Бетані та Пітареті своїми архітектурними формами і прикрасами, відображаючи сучасний канон храмової грузинської церковної архітектури. У перетині храму — майже квадрат, з куполом, розміщеним на двох вільно стоячих стовпах і на двох стовпах, що спускаються з карнизів вівтаря. Внутрішній простір церкви формується перетином хрестоподібного приміщення та купола.
Будівля має два портали (входи), один — на півдні, другий — на заході. Фасад покрито дрібно тесаними кам'яними білими квадратними плитками. Прикраса рясніє ліпниною, особливо навколо вікон і підстави купола; східний фасад прикрашений великим витіюватим хрестом.

## Світлини

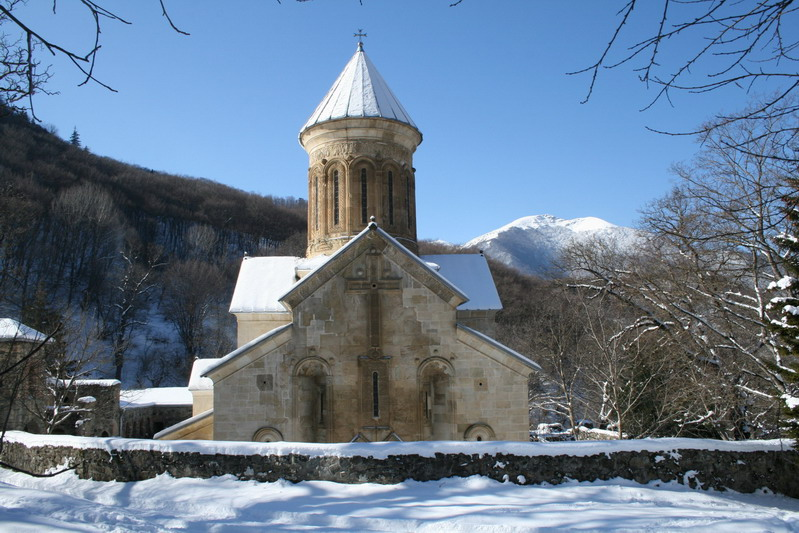
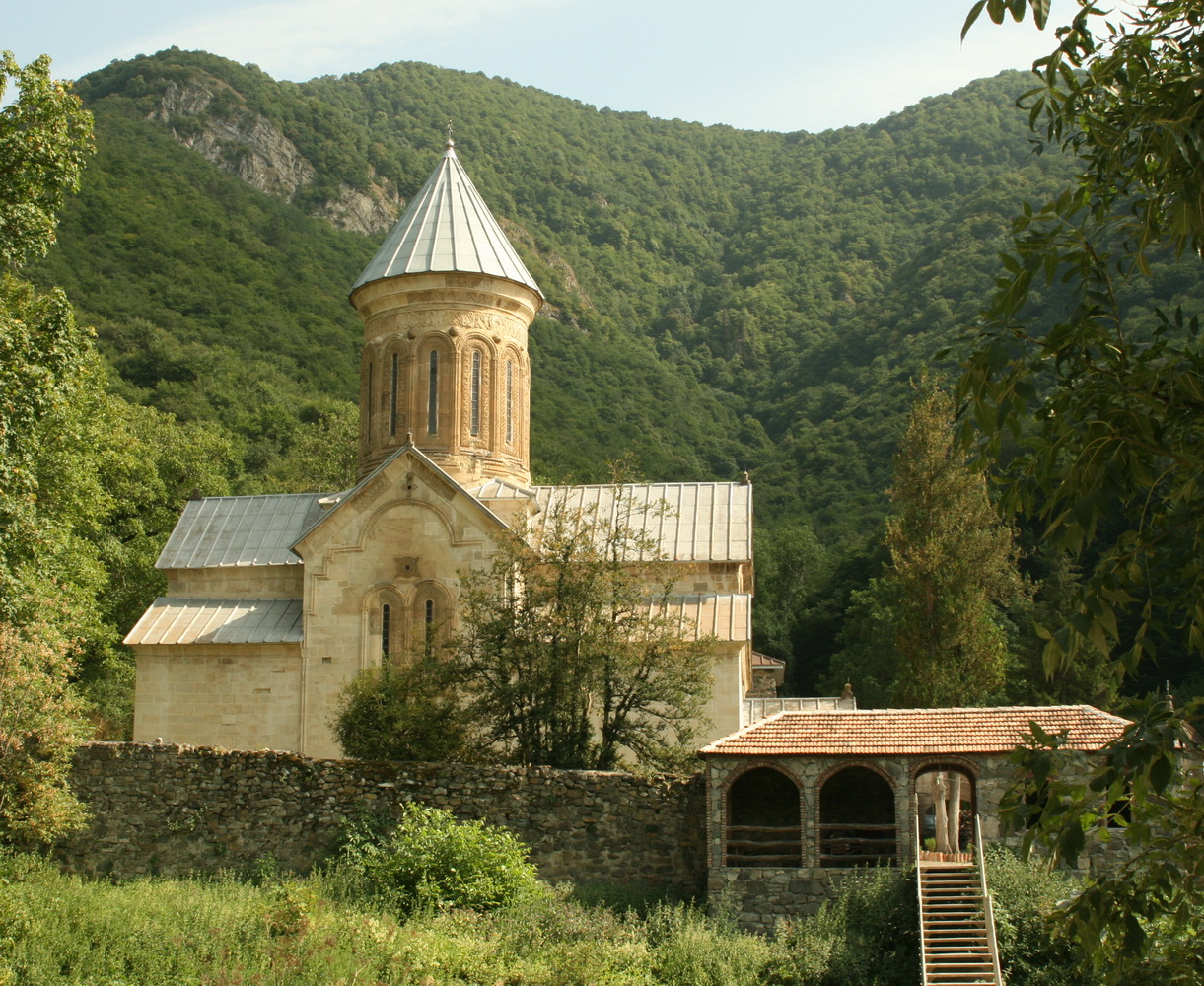
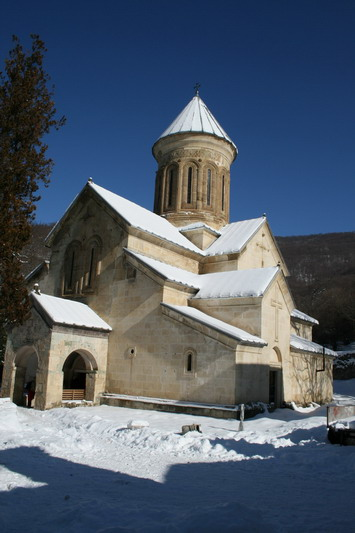